# 格雷戈里·斯莱德
格雷戈里·斯莱德（Gregory Slade，2002年5月19日—），英国男子轮椅网球运动员，分级为四肢残疾组。他在2024年巴黎残奥会上与安迪·拉普索恩搭档赢得了四肢组双打银牌。